# Incentive Software
Incentive Software war ein britischer Computerspiel-Entwickler aus Reading, England. Die Firma wurde im Jahre 1983 von Ian Andrew gegründet. Zu den Programmierern der Firma gehörten Sean Ellis und Ians Bruder Chris Andrew. Die Spiele der Firma wurden überwiegend mit der Rendering-Engine Freescape entwickelt, die auch von Incentive stammte.
Später wendete sich die Firma mehr der Entwicklung von Programmen zur Virtuellen Realität zu und änderte ihren Namen in Dimension International. 1991 wurde die Firma nochmals in Superscape umbenannt.

## Spiele
- Splat! (1983)
- Moon Cresta (1985)
- Confuzion (1985)
- Graphic Adventure Creator (1985)
- Driller (1987)
- Driller II: Dark Side (1988)
- Total Eclipse (1988)
- Castle Master (1990)
- Castle Master II: The Crypt (1990)
- Total Eclipse II: The Sphinx Jinx (1990)
- 3D Construction Kit (1991)
- 3D Construction Kit II (1992)